# Ашхабадский монорельс
Ашхабадский монорельс — монорельсовая система в «Олимпийском городке» Ашхабада (Туркменистан). Первая такая система в Средней и Центральной Азии, вторая в СНГ, а после закрытия Московского монорельса — и единственная.

## История
Строительство начато в 2012 году турецкой компанией Полимекс. Начал функционировать в апреле 2016 года. Официально открыт 5 мая 2016 года при участии президента Туркменистана Гурбангулы Бердымухамедова и президента Олимпийского совета Азии шейха Ахмада Аль-Фахад Аль-Сабаха. Постоянно начал работать с открытия Азиатских игр в помещениях в Ашхабаде 17 сентября 2017 года.

## Характеристики
Длина однопутной кольцевой линии с ответвлением в депо — 5180 метров, высота эстакад и станций — от 6 до 20 метров. На всей линии имеется 8 крытых эстакадных станций с названиями от М1 до М8. По линии курсируют три 25-метровые сочленённые единицы подвижного состава Intamin.